# Wahlkreis Tempelhof-Schöneberg 4
Der Wahlkreis Tempelhof-Schöneberg 4 ist ein Abgeordnetenhauswahlkreis in Berlin. Er gehört zum Wahlkreisverband Tempelhof-Schöneberg und umfasst das südliche Schöneberg und das nördliche Tempelhof. Zum Wahlkreis gehören unter anderem der Grazer Damm, die Siedlung Lindenhof, die Oberlandstraße, Teile des Tempelhofer Dammes und der ehemalige Flughafen Tempelhof.

## Abgeordnetenhauswahl 2023
Bei der Wahl zum Abgeordnetenhaus von Berlin 2023 traten folgende Kandidaten an:
| Direktkandidat                    | Partei           | Erststimmen | Zweitstimmen |
| --------------------------------- | ---------------- | ----------- | ------------ |
| Frank Luhmann                     | CDU              | 28,5 %      | 27,8 %       |
| Aferdita Suka                     | Grüne            | 26,4 %      | 23,3 %       |
| Jens Fischwasser                  | SPD              | 20,1 %      | 19,1 %       |
| Philipp Bertram                   | Die Linke        | 08,9 %      | 10,2 %       |
| Karsten Franck                    | AfD              | 05,8 %      | 05,8 %       |
| Rainer Bleckmann                  | FDP              | 03,4 %      | 03,9 %       |
| Mirko Claus                       | Tierschutzpartei | 02,8 %      | 02,4 %       |
| Annie Tarrach                     | Die PARTEI       | 02,0 %      | 01,4 %       |
| Raoul Domurath                    | Mieterpartei     | 00,8 %      | 00,3 %       |
| Heike Udes                        | dieBasis         | 00,6 %      | 00,5 %       |
| Katleen Kirsch                    | Freie Wähler     | 00,4 %      | 00,3 %       |
| Marion Schmidt                    | ÖDP              | 00,2 %      | 00,2 %       |
| –                                 | Volt             | –           | 01,0 %       |
| –                                 | Team Todenhöfer  | –           | 01,0 %       |
| –                                 | Sonstige         | –           | 02,8 %       |
| Wahlberechtigte: 32.261 Einwohner |                  |             |              |
| Wahlbeteiligung: 65,0 %           |                  |             |              |

## Abgeordnetenhauswahl 2021
Bei der im Nachhinein für ungültig erklärten Wahl zum Abgeordnetenhaus von Berlin 2021 traten folgende Kandidaten an:
| Direktkandidat                    | Partei           | Erststimmen | Zweitstimmen |
| --------------------------------- | ---------------- | ----------- | ------------ |
| Aferdita Suka                     | Grüne            | 25,7 %      | 23,1 %       |
| Jens Fischwasser                  | SPD              | 24,0 %      | 21,9 %       |
| Frank Luhmann                     | CDU              | 18,3 %      | 17,3 %       |
| Philipp Bertram                   | Die Linke        | 10,9 %      | 11,9 %       |
| Rainer Bleckmann                  | FDP              | 06,2 %      | 06,5 %       |
| Karsten Franck                    | AfD              | 05,4 %      | 05,4 %       |
| Mirko Claus                       | Tierschutzpartei | 03,4 %      | 02,2 %       |
| Annie Tarrach                     | Die PARTEI       | 02,3 %      | 01,9 %       |
| Heike Udes                        | dieBasis         | 01,7 %      | 01,3 %       |
| Katleen Kirsch                    | Freie Wähler     | 01,3 %      | 00,9 %       |
| Raoul Domurath                    | Mieterpartei     | 00,7 %      | 00,2 %       |
| Marion Schmidt                    | ÖDP              | 00,4 %      | 00,2 %       |
| –                                 | Team Todenhöfer  | –           | 02,2 %       |
| –                                 | Volt             | –           | 01,3 %       |
| –                                 | Sonstige         | –           | 03,7 %       |
| Wahlberechtigte: 32.500 Einwohner |                  |             |              |
| Wahlbeteiligung: 76,6 %           |                  |             |              |

## Abgeordnetenhauswahl 2016
Bei der Wahl zum Abgeordnetenhaus von Berlin 2016 traten folgende Kandidaten an:
| Direktkandidat                    | Partei           | Erststimmen | Zweitstimmen |
| --------------------------------- | ---------------- | ----------- | ------------ |
| Michael Müller                    | SPD              | 32,5 %      | 25,6 %       |
| Markus Klaer                      | CDU              | 18,9 %      | 17,6 %       |
| Rainer Penk                       | Grüne            | 18,7 %      | 19,1 %       |
| Hubert Meiners                    | AfD              | 11,1 %      | 11,2 %       |
| Harald Gindra                     | Die Linke        | 09,2 %      | 10,6 %       |
| Rainer Bleckmann                  | FDP              | 05,6 %      | 06,6 %       |
| Simon Kowalewski                  | Piraten          | 02,5 %      | 01,8 %       |
| ?                                 | ALFA             | 01,0 %      | 00,7 %       |
| ?                                 | PSG              | 00,5 %      | 00,3 %       |
| –                                 | Tierschutzpartei | 0–          | 02,2 %       |
| –                                 | Die PARTEI       | 0–          | 01,8 %       |
| –                                 | Graue Panther    | 0–          | 01,2 %       |
| Sonstige                          | Sonstige         | 0–          | 01,3 %       |
| Wahlberechtigte: 33.191 Einwohner |                  |             |              |
| Wahlbeteiligung: 68,0 %           |                  |             |              |

## Abgeordnetenhauswahl 2011
Bei der Wahl zum Abgeordnetenhaus von Berlin 2011 traten folgende Kandidaten an:
| Name                              | Partei           | Anteil der Erststimmen | Anteil der Zweitstimmen |
| --------------------------------- | ---------------- | ---------------------- | ----------------------- |
| Michael Müller                    | SPD              | 33,5 %                 | 27,8 %                  |
| Markus Klaer                      | CDU              | 28,4 %                 | 25,8 %                  |
| Renate Giese                      | Grüne            | 26,3 %                 | 23,4 %                  |
| Elisabeth Wissel                  | Die Linke        | 05,3 %                 | 04,4 %                  |
| ?                                 | pro Deutschland  | 03,4 %                 | 01,3 %                  |
| Gönül Glowinski                   | FDP              | 01,5 %                 | 01,8 %                  |
| –                                 | Piraten          | –                      | 09,0 %                  |
| –                                 | Tierschutzpartei | –                      | 01,7 %                  |
| –                                 | NPD              | –                      | 01,5 %                  |
| –                                 | BIG              | –                      | 01,1 %                  |
| –                                 | Sonstige         | –                      | 02,2 %                  |
| Wahlberechtigte: 30.273 Einwohner |                  |                        |                         |
| Wahlbeteiligung: 61,5 %           |                  |                        |                         |

## Abgeordnetenhauswahl 2006
Bei der Wahl zum Abgeordnetenhaus von Berlin 2006 traten folgende Kandidaten an:
| Direktkandidat                    | Partei    | Erststimmen | Zweitstimmen |
| --------------------------------- | --------- | ----------- | ------------ |
| Michael Müller                    | SPD       | 36,6 %      | 32,2 %       |
| Jan-Marco Luczak                  | CDU       | 31,5 %      | 27,5 %       |
| Sibyll-Anka Klotz                 | Grüne     | 15,3 %      | 14,1 %       |
| Monika Schuch                     | FDP       | 07,9 %      | 07,9 %       |
| Florian Schöttle                  | Die Linke | 03,4 %      | 04,0 %       |
| Sonstige                          | Sonstige  | 05,3 %      | 14,3 %       |
| Wahlberechtigte: 30.132 Einwohner |           |             |              |
| Wahlbeteiligung: 60,7 %           |           |             |              |

## Wahlkreissieger
Direkt gewählte Abgeordnete des Wahlkreises Tempelhof-Schöneberg 4 waren bis heute:
| Jahr | Name           | Partei | Erststimmen |
| ---- | -------------- | ------ | ----------- |
| 2023 | Frank Luhmann  | CDU    | 28,5 %      |
| 2021 | Aferdita Suka  | Grüne  | 25,7 %      |
| 2016 | Michael Müller | SPD    | 32,5 %      |
| 2011 | Michael Müller | SPD    | 33,5 %      |
| 2006 | Michael Müller | SPD    | 36,6 %      |
| 2001 | Michael Müller | SPD    | 38,5 %      |
| 1999 | Peter Rzepka   | CDU    | 53,0 %      |
| 1995 | Dieter Hapel   | CDU    | 50,1 %      |
| 1990 | Dieter Hapel   | CDU    | 54,4 %      |

Anmerkung: Die Wahlkreise werden für jede Abgeordnetenhauswahl neu eingeteilt. Der Vorgängerwahlkreis mit ähnlicher Abgrenzung war bei den Wahlen von 1990, 1995 und 1999 der Wahlkreis Tempelhof 1.